# Z piekła rodem (film 1987)
Z piekła rodem (ang. Straight to Hell) – film brytyjski z 1987 roku, w reżyserii Alexa Coksa. 
Film jest żartem z wielu klasycznych konwencji kina, w tym z westernu. Zdaniem używanym przez jego autorów do oddania sedna ich dzieła jest A story of blood, money, guns, coffee, and sexual tension – Historia krwi, pieniędzy, broni, kawy, i napięcia seksualnego. Występuje w nim wielu sławnych artystów, zwykle niebędących aktorami, m.in. wokalista The Clash Joe Strummer, Courtney Love, Dick Rude, Dennis Hopper, Grace Jones oraz Elvis Costello i Jim Jarmusch.

## Obsada
- Dick Rude – Willy
- Sy Richardson – Norwood
- Courtney Love – Velma
- Joe Strummer – Simms
- Miguel Sandoval – George
- Jennifer Balgobin – Fabienne
- Sara Sugarman – Chuch
- Biff Yeager – Frank McMahon
- Shane MacGowan – Bruno McMahon
- Spider Stacy – Angel Eyes McMahon
- Terry Woods – Tom McMahon
- Xander Berkeley – kaznodzieja McMahon
- Kathy Burke – Sabrina
- Elvis Costello – lokaj
- Del Zamora – Poncho
- Edward Tudor-Pole – Rusty Zimmerman
- Dennis Hopper – I.G. Farben
- Jim Jarmusch – Amos Dade
- Grace Jones – Sonya
- Graham Fletcher-Cook – Whitey
- Anne-Marie Ruddock – Molly
- Zander Schloss – Karl
- Fox Harris – Kim Blousson